# Caveat (diritto)
Il patent caveat (spesso indicato semplicemente come caveat) nel diritto brevettuale degli Stati Uniti è stato un documento legale depositato presso lo United States Patent Office, istituito con la legge dei brevetti del 1836 e regolato dalla sezione 12.
Tale istituto fu dismesso nel 1909 e formalmente abolito l'anno dopo. Il caveat corrispondeva ad una domanda di brevetto con la descrizione di una invenzione, ma senza indicazioni di dettaglio. Indicava, perciò, l'intenzione di presentare una domanda di brevetto in una data successiva. Scadeva dopo un anno ed era rinnovabile, in tal caso provvedendo al pagamento di una imposta, comunque meno costosa di una domanda di brevetto (10$ invece che 15$).
Attualmente negli Stati Uniti esiste un istituto paragonabile al caveat: la domanda di brevetto provvisorio.
Secondo il vecchio regime, se da altri veniva presentata una domanda di brevetto in cui il trovato era analogo, l'ufficio Brevetti notificava la cosa al titolare del caveat che aveva 90 giorni per formulare una domanda di brevetto ed aveva la priorità nella data dell'invenzione.